# گمینا لیپکا
گمینا لیپکا (به لهستانی:  Gmina Lipka) یک گمینا و روستا در لهستان است که در شهرستان زوتوف واقع شده‌است. گمینا لیپکا ۱۹۱٫۰۱ کیلومتر مربع مساحت و ۵٬۵۶۱ نفر جمعیت دارد.